# ビル・エモット

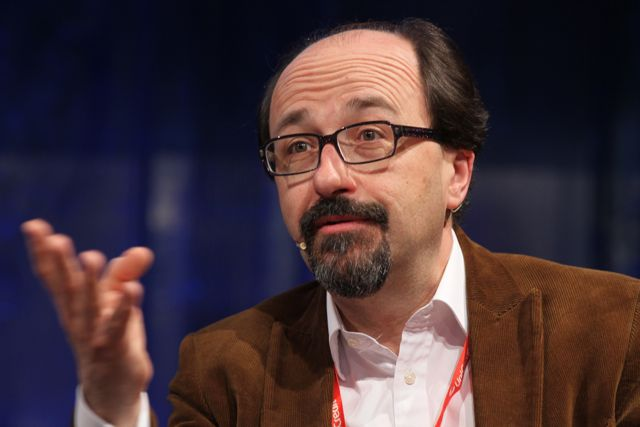
Bill Emmott

ビル・エモット（Bill Emmott、1956年8月6日 - ）はイギリスのジャーナリスト。

## 略歴
ロンドン出身。オックスフォード大学モードリン・カレッジ卒。1980年エコノミストに入社。ベルギーのブリュッセル、ロンドンで記者を務めた後、1983年から3年間東京支局長（日本・韓国担当）。1993年に同誌編集長。2006年3月まで13年間務めた後は編集者を引退し、国際ジャーナリストとして活動中。
1990年の著書『日はまた沈む』は、日本のバブル崩壊を予測し、ベストセラーとなった。また2006年の『日はまた昇る』では、日本経済の復活を予測した。
2008年に日本・中国・インドの覇権争いを描いた『アジア三国志』を発表し、2017年の『「西洋」の終わり』では中国やロシアなどの台頭と欧米の没落を分析した。

## 著書
- 「日はまた沈む ジャパン・パワーの限界」（鈴木主税訳、草思社、1990年3月）
- 「来るべき黄金時代 日本復活への条件」（鈴木主税/訳、草思社、1992年9月）
- 「官僚の大罪」（鈴木主税/訳  草思社、1996年6月）
- 「20世紀の教訓から21世紀が見えてくる」（鈴木主税/訳、草思社、2003年7月）
- 「日はまた昇る 日本のこれからの15年」（吉田利子/訳、草思社、2006年2月）
- 「これから10年、新黄金時代の日本」（烏賀陽正弘訳、PHP研究所、2006年10月）
- 「日本の選択」（ピーター・タスカとの共著、講談社インターナショナル、2007年3月）
- 『世界潮流の読み方』烏賀陽正弘 訳. PHP新書 2008
- 『アジア三国志 中国・インド・日本の大戦略』伏見威蕃訳 日本経済新聞出版社 2008
- 『変わる世界、立ち遅れる日本』烏賀陽正弘訳 PHP新書 2010
- 『なぜ国家は壊れるのか イタリアから見た日本の未来』烏賀陽正弘訳 PHP研究所, 2012
- 『「西洋」の終わり 世界の繁栄を取り戻すために』伏見威蕃訳. 日本経済新聞出版社, 2017